# 轟二郎
轟 二郎（とどろき じろう、本名：三浦 康一（みうら こういち）、1954年8月19日 - 2020年8月2日）は、日本のコメディアン、タレント、殺陣師。

## 来歴・人物
静岡県三島市出身。小学生から中学生時代、体操部と卓球部で活動。高校生時代にはビリヤードの大会で優勝したことがある。日大三島高等学校卒業。高校卒業後1973年に若駒プロに入り、殺陣師（居合道三段）兼スタントマンから芸能活動を開始。
『金曜10時!うわさのチャンネル!!』（日本テレビ）に出演したことでお茶の間の人気者となる。芸名は、この『うわさのチャンネル!!』の会議中に同番組のスタッフの一人がふと「轟」とつぶやいたことから決まっていったという。一方、『びっくり日本新記録』（読売テレビ）には本名でレギュラー出演し、“チャレンジボーイ”として毎週出演して活躍していたこともあり、自身の知名度も上がった。
バラエティー番組にも出演する傍ら俳優としても活躍し、『翔んだカップル』（フジテレビ）でレギュラー出演し、劇中で用いた「ボキ（僕）はね」という新語を使い流行させた。
1980年、水島びんとコンビを組み「コント百連発」を結成。お笑いスター誕生で銀賞を獲得する活躍ぶりだったが、このコンビも長くは続かず、翌年解散した。
その後は結婚式の司会から地方の番組のMCまで幅広く活躍していたが、脳梗塞を患い、静岡県に帰郷。治療と療養に専念した時期もある。
2014年より エフエムぬまづの朝の生放送「モーニングスプラッシュ」の木・金曜日を担当。2016年1月より静岡新聞にてコラムを執筆（同年3月まで）した。晩年までラジオ番組などでも活躍し、自身のオフィシャルブログに日頃の活動を掲載していたほか、総合情報ポータルサイト Niiiche にて、毎週水曜日の連載コラム執筆を担当していた。
2020年8月2日7時15分、大腸がんのため、神奈川県内の病院で死去。65歳没。死去する1年半前から闘病生活を続けており、同年2月に東京・新井薬師で行われた節分会への参加が最後の公の場になった。最期は妻と2人の子供にみとられ、息を引き取ったという。

## 主な出演

### 映画
- ミスターどん兵衛（1980年、東映）
- セーラー服と機関銃（1981年、東映）
- 借王シャッキング4（1998年、日活） - タクシー運転手
- 携帯向けショートムービー チキン☆デカ（国産）（2004年、松竹） - チャレンジ道場会長 若鶏モモ次郎
- トリック劇場版2（2006年6月10日、東宝） - 選挙ポスター写真
- トリガール！（2017年、東映） - 多景島の寺の住職

### テレビドラマ
- 寺内貫太郎一家2  第14話（TBS 1975年） - ノンクレジット
- はぐれ刑事 第4話「密告」（日本テレビ、1975年）
- 翔んだカップル（1980年 - 1981年、フジテレビ）- 織田隼人
- 翔んだライバル（フジテレビ）
- 翔んだパープリン（フジテレビ）
- 銭形平次 第795話（フジテレビ、1982年）
- あんみつ姫（フジテレビ、1983年）
- 間違いだらけの夫選び（フジテレビ）
- 家庭の問題 （TBS）
- 闘え!ドラゴン（東京12チャンネル）
- 春日局（NHK総合）
- 中学生日記（NHK総合）
- ねらわれた学園（フジテレビ）
- 時をかける少女（フジテレビ）
- ブースカ! ブースカ!!（テレビ東京）
- モモ子シリーズ4「グッバイ・ソープガール」（TBS）

### バラエティ
- びっくり日本新記録（読売テレビ）
本名の三浦康一で、ほぼ毎回チャレンジャー（職業：チャレンジボーイとなっていた）として参加。逆立ち相撲日本一に輝いたこともある。
- ドバドバ大爆弾（東京12チャンネル）
コンビ「コント百連発」として出演。「さぁー100万円、100万円」という掛け声が恒例となっていた。
- たのきん全力投球!(TBS)
- 爆笑!!ドットスタジオ(テレビ朝日)
- スターどっきり（秘）報告（フジテレビ）※ レポーター等で出演。
- 天才・たけしの元気が出るテレビ!!（日本テレビ）
- お笑いスター誕生!!（日本テレビ）
- 特選ぶらり旅（テレビ東京）
- 金曜10時!うわさのチャンネル!!（日本テレビ）
- 24時間テレビ 「愛は地球を救う」（日本テレビ）
- オールスター極限大賞（フジテレビ）
- オールスター水泳大会（フジテレビ）
- 加トちゃんケンちゃんごきげんテレビ（TBS）
- ザ・スターボウリング（テレビ東京）
- 地球知りたい気分（テレビ東京）
- さんまのナンでもダービー（テレビ朝日）
- 金曜テレビの星（TBS）
- マゴベエ探偵団（名古屋テレビ）
- 静岡○ごとワイド（静岡第一テレビ）
- 週刊歌謡マガジン（テレビ東京）
- おじゃまします市町村街かどクイズ（千葉テレビ）
  - おじゃまします街角クイズ（千葉テレビ）
- Let's YOU悠らいふ（ジェイコム湘南）
- ダウンタウンのガキの使いやあらへんで!!（日本テレビ）
- 二郎とカオルのあつぎ商店いらっしゃ〜い!（厚木伊勢原ケーブルネットワーク）

ほか出演あり

### 教養番組
- 円満!爽やか遺産相続物語（イッツコム）

### ラジオ
- 達人訪問元気で長生き.com
- 轟二郎のご一緒しましょう！そうしましょう！(FMカオン)
- モーニングスプラッシュ(エフエムぬまづ)木・金担当

### オリジナルビデオ
- A WEATHERWOMAN お天気お姉さん（バンダイビジュアル、東北新社）
- いたずらロリータ Figuidol（ピンクパイナップル）
- ころがし涼太（日本ソフトシステム）
- のぞき屋稼業6（ココナッツボーイ・プロジェクト）
- 難波金融伝 ミナミの帝王7 銀次郎VS悪徳弁護士（ケイエスエス）
- 改造屋（いじりや）総長エイジ（ケイエスエス）

### CM
- ヱスビー食品 パフスティック（1983年）
- 松下電器産業 マックロード
- 前田製菓 ストップシガレット